# 728 (szám)
A 728 (római számmal: DCCXXVIII) egy természetes szám.

## A szám a matematikában
A tízes számrendszerbeli 728-as a kettes számrendszerben 1011011000, a nyolcas számrendszerben 1330, a tizenhatos számrendszerben 2D8 alakban írható fel.
A 728 páros szám, összetett szám, kanonikus alakban a 23 · 71 · 131 szorzattal, normálalakban a 7,28 · 102 szorzattal írható fel. Tizenhat osztója van a természetes számok halmazán, ezek növekvő sorrendben: 1, 2, 4, 7, 8, 13, 14, 26, 28, 52, 56, 91, 104, 182, 364 és 728.
A 728 az 5 csúcsú, címkézett, összefüggő egyszerű gráfok száma.
A 728 négyzete 529 984, köbe 385 828 352, négyzetgyöke 26,98148, köbgyöke 8,99588, reciproka 0,0013736. A 728 egység sugarú kör kerülete 4574,15890 egység, területe 1 664 993,841 területegység; a 728 egység sugarú gömb térfogata 1 616 154 021,6 térfogategység.